# Masseler
Masseler (en luxemburguès: Maasseler; en alemany: Masseler) és una vila i capital de la comuna de Goesdorf situada al districte de Diekirch del cantó de Wiltz. Està a uns 36 km de distància de la ciutat de Luxemburg.